# Solängen, Sollentuna kommun
Solängen är en bostadsomåde i Törnskogen i kommundelen Vaxmora i Sollentuna kommun,  Stockholms län. Den ligger vid foten av Tunberget, Sollentunas högsta berg och vid östra stranden av sjön Norrviken.